# Sonáta

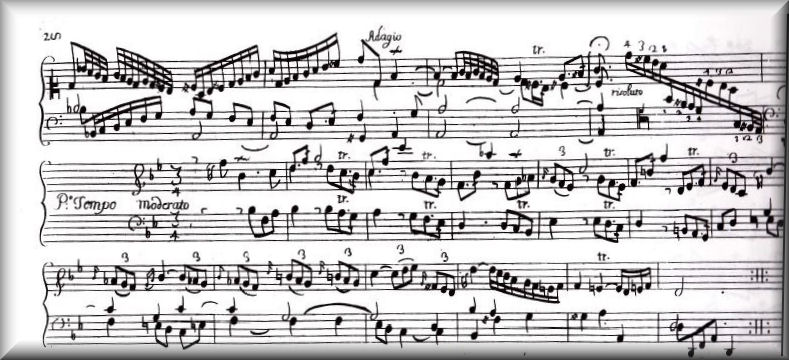
Notový záznam části sonáty.(ve sbírkách Istituto Europeo di Musica Azzolino).

Sonáta je hudební skladba určená obvykle pro sólový nástroj nebo nástroj s doprovodem klavíru. Má dvě až čtyři samostatné části (věty), první z nich mívá sonátovou formu.

## Historie
Výraz sonáta (z italského sonare – znít, hrát) se začal používat v druhé polovině 16. století pro různé instrumentální skladby, které tak byly odlišeny od tokáty určené pro klávesové nástroje a zpívané kantáty.
V baroku se jako sonáta označovala suita pro komorní soubor. Podle obsazení to mohla být:
- sólová sonáta – pro housle a basso continuo
- triová sonáta – pro dvoje housle a basso continuo

Formálně a stavebně se barokní sonáty dělily také na dva typy :
- sonata da camera – „komorní“ sonáta. Jednotlivé části mají lehký taneční charakter, je přímým předchůdcem taneční suity.
- sonata da chiesa – „chrámová“ sonáta. Mívá čtyři ustálené části, vážnější charakter, objevují se zde polyfonní prvky.

Od sonaty da chiesa je odvozena struktura tzv. neapolské ouvertury, která vznikla na přelomu 17. a 18. století. Odstraněním úvodní pomalé části vznikla třídílná forma, kde je první část rychlá, druhá volnější a zpěvná, a třetí opět rychlá a často tanečního charakteru. Tato forma se rozšířila i do jiných žánrů a je typická mimo jiné právě pro klasické sonáty.
V klasicismu došlo k rozvoji a ustálení sonáty (a zejména sonátové formy, ve které bývá psána její první věta) do podoby, ve které ji známe i dnes. Dále se název sonáta začal stále častěji používat pouze pro skladby určené buď pro sólový klavír, nebo jiný nástroj s klavírem. Stejnou stavbu (vícevětá skladba obsahující část v sonátové formě), která se obecněji nazývá sonátový cyklus, však mohou mít i díla pro širší nástrojové obsazení – komorní soubory (tria, kvartety, kvintety atd.), orchestr (symfonie) nebo sólistu a orchestr (koncerty).

## Stavba sonáty
Sonáta má v základní podobě tři věty, které jsou tematicky a tonálně navzájem těsně propojeny (na rozdíl od volně propojených části suity).
1. Allegro. Úvodní věta má svižné tempo, je zde uvedeno hlavní téma sonáty a obvykle je zpracována v sonátově formě.
2. Zpěvná věta. Většinou pomalého tempa (kontrast k okolním větám), formy mohou být různé – často jde o téma s variacemi nebo rondo, někdy je to zjednodušená sonátová forma.
3. Finále. Opět rychlejší, formy různé.

Ve čtyřvětých sonátách bývá mezi zpěvnou větu a finále vložena taneční věta (menuet, scherzo).
Tato základní stavba může být redukována vypuštěním některé věty. Tak vznikají sonáty, které mají jen dvě věty, nebo třívěté sonáty obsahující taneční větu.
Sonáty můžeme klasifikovat také podle celkové kompoziční linie, která může být:
- sestupná – těžiště skladby je v první větě, která bývá delší než ostatní a je zde prezentováno a rozvíjeno nejzávažnější téma. Ostatní věty (včetně finále) ji doplňují. Tato stavba je pro sonáty běžná.
- vyrovnaná – obě krajní věty jsou v rovnováze.
- vzestupná – těžiště je v poslední větě, ke které celá skladba směřuje. Tato stavba se vyskytuje méně, a spíše v novějších dílech. Příkladem může být známá Beethovenova sonáta „Měsíční svit“, ve které je vypuštěno úvodní allegro, takže začíná pomalou větou.

Drobnější a interpretačně snazší sonáta se nazývá sonatina.